# Sherman (Texas)
Sherman es una ciudad ubicada en el condado de Grayson en el estado estadounidense de Texas. En el Censo de 2010 tenía una población de 38521 habitantes y una densidad poblacional de 358,63 personas por km². Se encuentra pocos kilómetros al sur del río Rojo —un importante afluente del río Misisipi—, que la separa de Oklahoma.

## Geografía
Según la Oficina del Censo de los Estados Unidos, Sherman tiene una superficie total de 107.41 km², de la cual 107.19 km² corresponden a tierra firme y (0.2%) 0.22 km² es agua.

Ubicación de Sherman en un mapa de la cuenca del río Rojo

## Demografía
Según el censo de 2010, había 38521 personas residiendo en Sherman. La densidad de población era de 358,63 hab./km². De los 38521 habitantes, Sherman estaba compuesto por el 71.65% blancos, el 11.07% eran afroamericanos, el 1.39% eran amerindios, el 1.68% eran asiáticos, el 0.03% eran isleños del Pacífico, el 10.62% eran de otras razas y el 3.56% pertenecían a dos o más razas. Del total de la población el 20.46% eran hispanos o latinos de cualquier raza.